# ドント・ルック・バック・イン・アンガー
「ドント・ルック・バック・イン・アンガー」（英語: Don't Look Back in Anger）は、オアシスの楽曲。1995年のアルバム『モーニング・グローリー』で発表され、翌1996年にシングル・カット、自身2作目の全英シングルチャート1位獲得作品となった。オアシスのアンセム。

## 解説
作詞、作曲、リード・ボーカルともにノエル・ギャラガーによる。ノエルがシングルのリード・トラックでリード・ボーカルを担当したのは、本作が初めてである。ライヴでは、ノエルのギター弾き語りというスタイルで演奏されることもあった。コード進行はビートルズの「レット・イット・ビー」同様、名曲作りの決め手といわれる「カノン進行」である。聖書の視点からは、「Don't Look Back」（振り返ってはいけない）とは、神の怒りの火石と炎により滅びゆく退廃の街ソドムから脱出するロト一家に対する、天使からの警告である。
オアシスがアルバム『モーニング・グローリー』により世界有数の伝説的バンドになる前、あるストリップクラブで演奏後、ノエルは雨降る夜のパリのホテルに戻り、この曲を作った。1995年4月18日の火曜日であった。4日後、1995年4月22日の土曜日、それまで小さな会場でライヴを行っていたオアシスにとって初の大舞台となるシェフィールドアリーナでオーディエンスに初披露された。ノエルのアコースティックセットで「テイク・ミー・アウェイ」と「トーク・トゥナイト」の間に挟まれた演奏であった。
歌詞未完成のまま、夜のシェフィールドアリーナ公演を控えたサウンドチェックでノエルがこの曲を演奏していたところ、リアムには「Sally can wait」と聞こえたことによりそれがコーラス（サビ）の歌詞となった。ノエルはアコースティックギターを弾いていた。近寄ってきたリアムから新曲を歌っているのかと訊かれたノエルはサビが決まっていないなどと言いながら適当に仮歌を歌った。その歌を「Sally can wait」と聞き取って歌い出したリアムのことをノエルは天才だと思った。ノエルは楽屋に入り一気に歌詞を仕上げにかかった。タイトルは「Don't Look Back in Anger」に決まった。夜に新曲を披露した。
イギリス流の本音と逆を話す皮肉文化には留意が必要だが、ノエルは日頃から自分の歌詞は意味がないと言い、この曲の歌詞についても重要な意味は特に何もないと言っているようだ。歌詞全編にわたってほとんどのフレーズの末尾がライム（韻）で構成されている。サビの一部の主語「私、私たち」「彼女」は1番と2番で逆転する。サビは計4回登場するが、ライヴによって語順はバラバラになる。ブリッジ（Bメロ）前半の歌詞はジョン・レノンとオノ・ヨーコによる反戦・平和活動「ベッド・イン」の頃のジョンの言葉をノエルが引用した。ギャラガー兄弟が子供の頃、母親のペギーに暖炉の傍らに立たされて写真撮影をされていたことも歌詞の「fireplace」（暖炉）の一節になっている。母親は毎年クリスマスに家族の写真を撮った。「Take that look from off your face」（そんな表情しないでちょうだい）、母親は毎年のように息子たちにそう言っていた。ギャラガーの一家は酒におぼれる父親に辛苦の日々を送り、兄弟は父親の暴力に遭い、母親は息子たちを連れてこの夫と離婚しなければならなかった。ノエルによれば、この曲は「俺にとってのヘイ・ジュードってところだ。」（It's kind of like my Hey Jude.）という。
「ドント・ルック・バック・イン・アンガー」についてノエルは2018年に米ラジオ放送NPRで次のように語った。

## 収録曲
1. ドント・ルック・バック・イン・アンガー - "Don't Look Back in Anger" - 4:48
2. ステップ・アウト - "Step Out" - 3:40
  - スティービー・ワンダーの楽曲「アップタイト」に似ているため、後にワンダーたちとの共作名義となった[26]。
3. アンダーニース・ザ・スカイ - "Underneath the Sky" - 3:20
  - 12インチ・シングル、CDシングルに追加収録
4. カム・オン・フィール・ザ・ノイズ - "Cum On Feel the Noize" - 5:09
  - スレイドのカヴァー。CDシングルに追加収録。

## クレジット
- ノエル・ギャラガー - リード・ボーカル、リードギター、エレクトリック・ボウ、メロトロン
- ポール・アーサーズ - リズムギター、ピアノ、ハモンドオルガン
- ポール・マッギーガン - ベース
- アラン・ホワイト - ドラムス、シェイカー、タンバリン

外部ミュージシャン
- オーウェン・モリス - カーツウェル・ストリングス

## ボーカルの決定
リアムに対してノエルは選択を命じた。「ドント・ルック・バック・イン・アンガー」と「ワンダーウォール」どちらを歌うかというものであり、この時のこれが歌い手の決定における唯一の命令であった。「ドント・ルック・バック・イン・アンガー」を歌いたがっていたリアムは、レコーディングで名曲になりつつある「ワンダーウォール」を最初は嫌っていたが歌うことにしたため、ノエルの歌う曲は「ドント・ルック・バック・イン・アンガー」となった。
ノエルが持ち歌を必要としたのはリアムが度々ステージを降りてしまい、代わりにノエルが歌う羽目になるからである。しかしノエルは後に、「正直に言えっていうなら、どっちも俺が歌わないほうがよかったんだろうね。その時の俺は正真正銘のシンガーじゃなかったんだから。」（If I'm being honest, I shouldn't have sung either of them because I wasn't really a singer then.）と回想している。当時ノエルはとにかく「ビッグな超名曲」（a big f**king song）を歌ってやろうと思っていたのである。
「ワンダーウォール」のほうがオアシスの著名な曲と思われがちであるが、イギリス人にとって「ドント・ルック・バック・イン・アンガー」こそが「きらきら星」のように誰もが知る身近な曲であり、仮にイギリスの国歌を国民投票により選ぶことがあるならば選ばれて不思議ではない曲が「ドント・ルック・バック・イン・アンガー」なのである。

## レコーディング
アルバム『モーニング・グローリー』のレコーディングは、1995年3月から6月にかけてウェールズのモンマス近郊ロックフィールド・スタジオで行われた。「ドント・ルック・バック・イン・アンガー」のレコーディングにリアムは御役御免であったため、彼はパブへ出かけた。彼は「The Old Nag's Head and The Bull」という店でモンマスの地元住民たちと意気投合して約30人の酔っ払いを引き連れてレコーディングスタジオに戻ってきた。数時間後にノエルが顔を出すと、3万ポンド（当時約400万円）のギターを弾くなどして遊んでいる連中の姿があった。ノエルは彼らを追い出しにかかって殴り合いの喧嘩になり、リアムのことはクリケットのバットで追い出した。翌朝ノエルはどこかへ行ってしまい、プロデューサーのオーウェン・モリスによれば、「バンドは終わった。アルバムは死んだ。」（The band was over. The album dead.）。バンドの再開はノエルが戻ってくるまで2週間程待たなけらばならなかった。

## ミステリー・コード
この曲のコード進行はミステリーが存在する。ブリッジ（Bメロ）後半「Take that look〜」の1フレーズは、奇妙で不調和の響きが聞こえる。このフレーズはオアシス公式ソングブックでは「G# dim」のコードが表記されているほか、ソングブックごとにバラつきがあり統一されていない。例えばあるソングブックでは「A♭ dim」になっている。しかし、音源ではそれらのようには聞こえない。2023年6月に公開されたYouTubeチャンネル「That Pedal Show」に出演したノエルはステージで「G# maj」を1フレット上げていることが確認された。これは「G#」をベース音にした「Eドミナント7」であり、「E7/G#」の表記が本当のコードである。

## アートワーク
このCDシングルのジャケットは、オアシスの1st、2nd、3rdアルバムのアートワークと同じくブライアン・キャノンが手掛けている。このジャケットはビートルズへのオマージュであり、キャノン本人の説明によると、「ベースにしているのは、リンゴ・スターがザ・ビートルズを一時的に脱退した後、レコーディングのスタジオに戻ると（復帰を祝って）自分のドラムセットが埋もれる程にたくさんの花で飾られているのを目にしたというエピソードなんだ。この撮影のために、オランダから1万本のカーネーションを取り寄せて、その内3000本をインクに浸して青く染めたんだ」ということである。
ジャケット写真を飾る赤、白、青の無数の花はユニオンジャックの旗の色を表現し、バスドラムは渦巻き模様のユニオンジャックがデザインされた。白いピアノはジョン・レノンをイメージした。

## ミュージックビデオ
ミュージックビデオの監督はナイジェル・ディック。1995年12月4日、 カリフォルニア州パサデナ・アーデンロードで撮影された。ノエルのギターは1983年製エピフォン・リヴィエラ。オアシス2代目ドラマーのアラン・ホワイトはこの撮影で知り合ったモデルのリズ・キャリーと1997年から2004年の間、夫婦となった。イギリスの俳優パトリック・マクニーがタクシーの運転手役で出演。

## 評価・出来事
- 2006年、Q Magazineによる「Q - 100 Greatest Songs Of All Time」（Q - 史上最も偉大な100曲）の20位[注釈 7]に選出された[39]。
- 2007年、NMEと英国ラジオ放送XFM（Radio Xの前身）が共同で選出した「The Greatest Indie Anthems Ever」（史上最も偉大な自主的アンセム）では、14位[注釈 7]に選ばれた[40]。
- 2010年、XFM（Radio Xの前身）の「the 50 best songs ever」（史上最高の50曲）で10位に選出された[41]。
- 2012年、英国Official Charts Company（OCC）が実施した、お気に入りの「UK Number One single of the last 60 years」（過去60年間のUKナンバーワンシングル）の投票で4位に選出された[42]。
- 2012年、NMEの「50 Most Explosive Choruses」（最も強力なコーラス）で1位に選出[43]。
- 2013年、日本で音楽チャートに登場し、「Billboard Japan Hot 100」で29位につけた[9]。この年は、吉井和哉（THE YELLOW MONKEY）が日本語カヴァーを収録したソロアルバム『18』をリリースして、それに続きラジオ番組『ダイノジ 大谷ノブ彦のオールナイトニッポン』でテーマ曲に採用されたほか、auのTVCM曲に起用された。
- 2013年、NME読者が選ぶ「50 Greatest Britpop Songs Ever」（史上最も偉大なブリット・ポップソング50曲）2位[注釈 7]に選出[44]。
- 2015年、ローリング・ストーン誌読者が選ぶ「The 10 Best Brit-Pop Songs」（ベスト・ブリット・ポップ・ソング10曲）2位に選出[45]。
- 2016年、「父の日」にあわせてイギリスの父親3000人に調査が実施された「Dads' favourite karaoke songs」[46]（お父さんの好きなカラオケ・ソング）18位[47]。
- 2017年5月、オアシスの結成地、マンチェスターで発生した自爆テロの際には、この曲が再びiTunesチャートにランクインしている。事件翌日、マンチェスターの音楽学校チェサムズ・スクール・オブ・ミュージックの生徒たちが歌い、事件3日後の追悼式典でも黙祷のあと参列者によりこの曲が即興で合唱された[48]。
- 2018年7月、ロシアで行われたFIFAワールドカップの3位決定戦の会場で、敗戦し4位が確定したイングランド代表に向けて放送された。
- 2020年、Radio Xの「Top 100 of the 90s」（90年代トップ100）で2位[49]。
- 2023年、ドイツの外務大臣アンナレーナ・ベアボックは、イギリスのEU離脱によるイギリス・EU間の対立関係の改善について「Don't Look Back in Anger」という言葉を引用して発言した[50]。
- 2023年、世界詩歌記念日にあわせて選出されたRadio Xの「The Best Song Lyrics」（最高の歌詞）で16位[51]。
- 2023年、アイルランドのラジオ放送Today FMリスナーにより「Top 500 Songs Of All Time」（歴代トップ500曲）15位に選ばれた[52]。
- 2023年、プロサッカークラブマンチェスター・シティの熱狂的ファンであるノエルはラジオ番組でマンチェスター・シティのサポーターからUEFAチャンピオンズリーグ決勝戦「マンチェスター・シティ vs インテル」の観戦を誘われた[53]。ノエルはサポーターたちと米国サンディエゴのバーで観戦し、マンチェスター・シティは初優勝かつ歴史的三冠を果たした[54]。バーに集まったノエルとサポーターたちは試合終了のホイッスルとともに「ドント・ルック・バック・イン・アンガー」を熱唱した[53]。ノエル同様にこのチームの熱狂的ファンである弟のリアムは「マン・シティがチャンピオンズリーグで勝ったら俺は兄貴に電話して一緒にイカしたバンドに戻るからな LG x」（If Man City wins the Champions League I call my brother and I bring back the f**kin band together LG x）と言っていたため、オアシスファンはバンド再結成に期待を寄せた[55]。

## チャート
| チャート (1996年)                        | 最高位 |
| ---------------------------------------- | ------ |
| オーストラリア (ARIA)                    | 19     |
| ベルギー (Ultratop 50 Wallonia)          | 35     |
| カナダ トップシングルス (RPM)            | 24     |
| カナダ ロック/オルタナティヴ (RPM)       | 2      |
| チェコ共和国 (IFPI CR)                   | 8      |
| デンマーク (IFPI)                        | 8      |
| ヨーロッパ (Eurochart Hot 100)           | 8      |
| フィンランド (Suomen virallinen lista)   | 3      |
| フランス (SNEP)                          | 24     |
| ドイツ (GfK Entertainment charts)        | 57     |
| アイスランド (Íslenski Listinn Topp 40)  | 4      |
| アイルランド (IRMA)                      | 1      |
| オランダ (Dutch Top 40)                  | 33     |
| オランダ (Single Top 100)                | 30     |
| ニュージーランド (Recorded Music NZ)     | 20     |
| ノルウェー (VG-lista)                    | 19     |
| スコットランド (Official Charts Company) | 1      |
| スウェーデン (Sverigetopplistan)         | 2      |
| スイス (Schweizer Hitparade)             | 27     |
| UK シングルス (OCC)                      | 1      |
| US Billboard Hot 100                     | 55     |
| US Alternative Airplay (Billboard)       | 10     |
| US Pop Airplay (Billboard)               | 33     |
| US Cash Box Top 100                      | 33     |
| ジンバブエ (ZIMA)                        | 8      |

| チャート (2013年)    | 最高位 |
| -------------------- | ------ |
| 日本 (Japan Hot 100) | 29     |

| チャート (1996年)                       | 順位 |
| --------------------------------------- | ---- |
| カナダ ロック/オルタナティヴ (RPM)      | 39   |
| ヨーロッパ (Eurochart Hot 100)          | 54   |
| アイスランド (Íslenski Listinn Topp 40) | 44   |
| スウェーデン (Sverigetopplistan)        | 83   |
| UK シングルス (OCC)                     | 11   |

## 認定
| 国/地域                                                       | 認定       | 認定/売上枚数 |
| ------------------------------------------------------------- | ---------- | ------------- |
| デンマーク (IFPI Denmark)                                     | ゴールド   | 45,000‡       |
| イタリア (FIMI)                                               | プラチナ   | 50,000‡       |
| 日本 (RIAJ) デジタル・シングル                                | プラチナ   | 250,000*      |
| イギリス (BPI)                                                | 5×プラチナ | 3,000,000‡    |
| *認定のみに基づく売上枚数 ‡認定のみに基づく売上枚数と再生回数 |            |               |

## 各メディアでの使用例
- 1996年3月、BBCのテレビドラマ『Our Friends In The North』最終回のクライマックスで使用された[18]。
- 1996年、第2ドイツテレビによりUEFA EURO '96テーマソングに起用された[91]。
- 1996年9月から1997年5月に放映されたブラジルのテレビ小説『Salsa e Merengue』サウンドトラックに収録された。
- 2004年1月、米国刑事ドラマ『コールドケース 迷宮事件簿』シーズン1第11話ラストシーンで使用された。
- 2007年、音楽ゲーム『ロックバンド』のWiiヴァージョンで使用された[92]。
- 2007年11月、米国テレビドラマ『CHUCK/チャック』シーズン1第7話に使用された。
- 日本映画『BECK』（2010年）のエンディング・テーマに起用された。
- 2011年4月、米国テレビシリーズ『Being Human』シーズン1第13話に使用された[93]。
- 2013年、au by KDDIのアプリ「ODOROKI」のCM曲（“PERFECT SYNC.”篇）に起用された[94]。
- ニッポン放送『ダイノジ 大谷ノブ彦のオールナイトニッポン』エンディングテーマ（2013年4月3日の放送から使用。）
- 2025年7月、テレビ朝日系ドラマ『しあわせな結婚』主題歌に起用[95]。

## カヴァー
- カーリーン・アンダーソン - アルバム『Alberta's Granddaughter』（2002年）に収録。
- トーリ・エイモス - ライヴ・アルバム『Manchester Apollo, Manchester, UK 6/5/05』（2005年）に、ライヴ・ヴァージョンを収録。
- デヴェンドラ・バンハート - オムニバス・アルバム『Guilt By Association』（2007年）に、ボサノヴァのリズムを取り入れたアレンジのカヴァーを提供[96]。
- ボッサ・エイ・エム - カヴァー・アルバム『Greetings』（2007年）に収録[97]。
- 羊毛とおはな - アルバム『LIVE IN LIVING '09』（2009年）に収録。
- 湯川潮音 - ミニ・アルバム『Sweet Children O' Mine』（2009年）に収録。
- ジャスティン・マウリエロ - 日本限定発売のカヴァー・アルバム『Justin Sings the Hits』（2010年）に収録[98]。
- GLAY - ベスト・アルバム『rare collectives vol.4』（2011年）に収録。
- LUVandSOUL - このR&Bグループがロックへの挑戦としてこのカヴァーをライヴで1年ほど演奏したのちリリースしたシングル「道 ~Don’t Look Back In Anger~」（2012年）の独自の日本語歌詞には賛否両論が起こった[99]。
- 吉井和哉 - ベスト・アルバム『18』（2013年）に収録。THE YELLOW MONKEYボーカリスト吉井和哉のソロキャリアで披露されたカヴァーソング。この日本語歌詞は吉井の解釈による新訳[100]。THE YELLOW MONKEYの楽曲「真珠色の革命時代 (Pearl Light Of Revolution)」（1992年）には「ドント・ルック・バック・イン・アンガー」の「Sally」と綴りを同じくする「Sally」が歌われている。
- ジェームズ・ベイ - 2020年にApple Music配信開始。
- トゥエンティ・ワン・パイロッツ - ポストマロネライヴにて演奏。
- ［Alexandros］  - 海外のフェスや日本の学園祭ライヴにて演奏。
- 嶋佐和也（ニューヨーク）- TBS系 で放送されている情報バラエティ『ラヴィット!』の2022年6月30日放送分にて、誕生日の横田真悠に向けて演奏。